# 奧佩塔湖
奧佩塔湖（英語：Lake Opeta）是烏干達的湖泊，位於該國東部，由東部區的庫米區負責管轄，長11公里，寬7公里，面積49平方公里，海拔高度1,043米。

### 脚注
1. ↑  . NASA/MODIS.   [30 Enero 2016]. （原始内容存档于2016-02-28）.

### 其它来源
- . Ramsar Sites Information Service.   [25 April 2018]. （原始内容存档于2019-07-20）.